# Закон поглинання
В алгебрі, закон поглинання або  ідентичність поглинання — це ідентичність, що зв'язує пару бінарних операцій.
Дві бінарні операції, наприклад ¤ і *, будуть пов'язані законом поглинання, якщо:
a ¤ (a * b) = a * (a ¤ b) = a.
Набір, що складається з двох комутативних і асоціативних бінарних операцій {\displaystyle \lor } («Об'єднання») і {\displaystyle \land } («переріз») також тісно зв'язаний з поглинанням.
Приклад
{\displaystyle (A\cup B)\cap B=(A\cap B)\cup B=B,}
Такий набір називається ґратками. Приклади ґраток включено у булеву і гейтінгову алгебру.

## Застосування
У класичній логіці, і, зокрема, в булевій алгебрі, операції OR і AND  також задовольняють решітки аксіом, в тому числі закон поглинання. Те ж саме вірно і для інтуїтивної логіки.
Комутативні та асоціативні закони справедливі також для складання і множення в комутативних кільцях (наприклад, у полі дійсних чисел).Закон поглинання є критичною властивістю, яка відсутнє в цьому випадку, так як в загальному a · (a + b) ≠ a та a + (a · b) ≠ a.
Закон поглинання ,також, не має місця для релевантної логіки, лінійної логіки, і субструктурної логіки. В останньому випадку не існує взаємно-однозначної відповідності між вільними змінними з визначальних пари ідентичностей.

## Див.також
- Комутативність
- Асоціативність
- Дистрибутивність
- Алгебра множин